# كلاوديو باريس
كلاوديو باريس (بالإسبانية: Claudio Paris)‏ هو لاعب كرة قدم أرجنتيني في مركز الوسط، ولد في 31 مارس 1973 في مار دل بلاتا في الأرجنتين. لعب مع إستوديانتيس دي لا بلاتا ونادي بيروجيا ونادي راسينغ ونيولز أولد بويز.